# Pháo đài Brest
Pháo đài Brest (tiếng Belarus: Брэсцкая крэпасць, Brestskaya krepasts '; tiếng Nga: Брестская крепость, Brestskaya krepost '; tiếng Ba Lan: Twierdza brzeska), trước đây gọi là Pháo đài Brest-Litovsk, là một pháo đài của Nga vào thế kỷ 19. Nó là một trong những nơi quan trọng nhất của Liên Xô trong Thế chiến II di tích chiến tranh kỷ niệm cuộc kháng chiến của Liên Xô chống lại cuộc xâm lược của Đức vào 22 tháng 6 năm 1941 (Chiến dịch Barbarossa). Sau chiến tranh, vào năm 1965, danh hiệu Pháo đài Anh hùng đã được trao cho các pháo đài để kỷ niệm việc bảo vệ thành lũy biên giới trong những tuần đầu tiên của chiến tranh Đức-Xô. Đó là sau đó một phần của Cộng hòa Xã hội chủ nghĩa Xô viết Byelorussia (ngày nay là Cộng hòa Belarus). Danh hiệu Pháo đài Anh hùng tương ứng với danh hiệu Thành phố Anh hùng (Liên Xô), đã được trao cho mười hai thành phố, một pháo đài của Liên Xô.

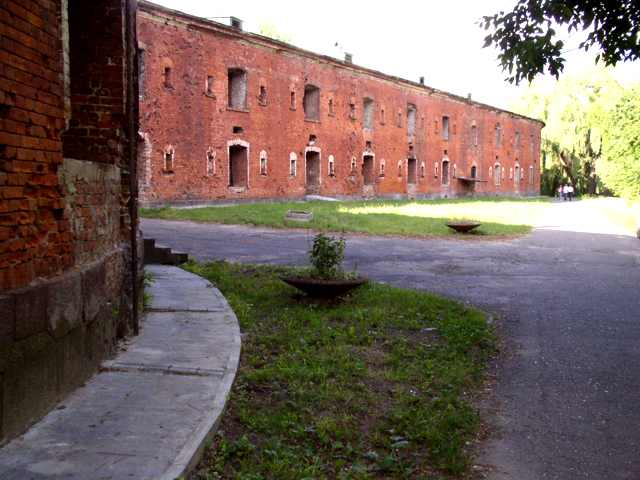
Một đoạn của doanh trại vòng Citadel với dự bán tháp bên trái

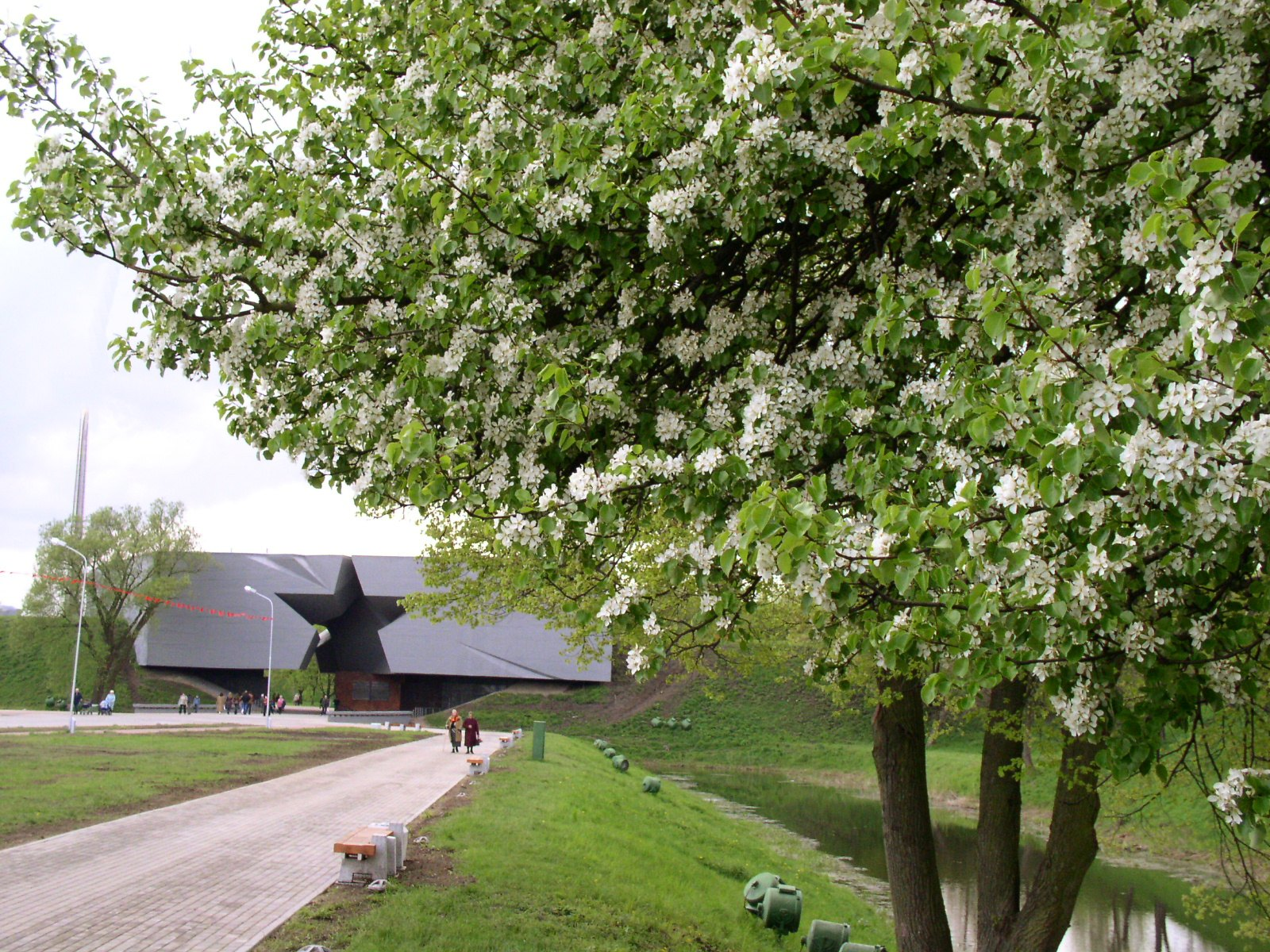
Lối vào chính cho Tưởng niệm Chiến tranh

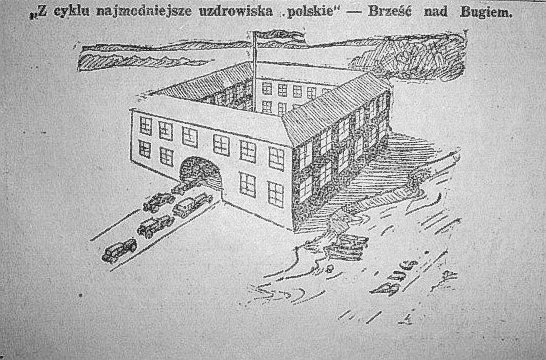
Satirical drawing from "Hasło Łódzkie" newspaper, ngày 5 tháng 10 năm 1930. The text: "From the series: 'Most popular Polish spa towns' - Brest-on-the-Bug." Bản vẽ châm biếm từ "Hasło Łódzkie" tờ báo, ngày 05 Tháng 10 năm 1930. Các văn bản: "Từ bộ phim:" 'Most popular Polish spa towns ' - Brest-on-the-Bug." Hình ảnh là một tham chiếu đến các thử nghiệm Brest và "cuộc bầu cử Brest", khi nhiều chính trị gia Ba Lan của Centrolew bên bị giam tại pháo đài Brest (ảnh).

## Lịch sử hình thành

Toàn cảnh pháo đài Brest và khu vực phụ cận

Pháo đài Brest là cửa ngõ biên giới giữa Đế quốc Nga và Ba Lan, nằm trên một hòn đảo lớn tại ngã ba sông Bug Tây và sông Mukhavets. Vào thế kỷ thứ 12, tại đây xuất hiện cụm dân cư người Slav có tên là Beresky. Từ đó đến cuối thế kỷ 18, đây là nơi tranh chấp thường xuyên giữa ba quốc gia láng giềng là Nga, Ba Lan và Litva. Khi thuộc Nga, nó được gọi là Brest, khi thuộc Ba Lan, nó được gọi là Brześć Litewski, khi thuộc Litva, nó được gọi là Brest-Litovsk. Đến cuối thế kỷ 18, vùng đất này thuộc lãnh thổ của Đế quốc Nga. Sau cuộc Chiến tranh Vệ quốc năm 1812, Sa hoàng đã quyết định xây dựng tại đây một tiền đồn bảo vệ cửa ngõ biên giới phía Tây và pháo đài được khánh thành năm 1842 khi lá quân kỳ của quân đội Đế quốc Nga được kéo lên. Các kỹ sư quân sự Nga đã lợi dụng địa hình tự nhiên trên một hòn đảo cách thành phố Brest - Litovsk hơn 5 km về phía Tây, được bao bọc bởi hai nhánh sông Mukhavets và sông Bug để xây dựng pháo đài này. Quanh pháo đài là hai lớp lũy đắp bằng đất, lớp ngoài cao 6 m, lớp trong cao 10 m, hình thành 8 góc nhọn nhô ra phía ngoài theo các hướng Bắc, Đông Bắc, Đông, Đông Nam, Nam, Tây Nam, Tây và Tây Bắc. Tổng chiều dài lớp lũy ngoài lên đến trên 6,4 km. Trong ruột các lũy đất có rất nhiều hầm tránh đạn, kho vũ khí, kho đạn, kho lương thực. Phía ngoài mỗi lớp lũy có hào nước bao quanh. Trung tâm pháo đài được bao bọc bởi một vòng nhà hai tầng bằng gạch đỏ dày từ 60 cm (phía trong) đến 1 m (phía ngoài) chạy quanh đảo như một vòng tường thành. Dưới nền các tòa nhà này là 500 căn hầm xây cuốn, có cửa thông nhau từ hầm này sang hầm khác. Bên ngoài lớp tường thành trong cùng là hai nhánh sông Mukhavets và sông Bug. Các lớp lũy và hào nước chia pháo đài thành bốn khu phòng thủ gồm khu trung tâm, đồn Đông, đảo Tây và đảo Nam. Các khu này được nối với nhau bằng các cây cầu được xây bằng gạch. Quanh khu trung tâm pháo đài có ba cổng lớn: Cổng Terespolsky ở phía Tây, cổng Brest ở phía Bắc và cổng Kholm ở phía Nam. Trên các lũy ngoài có bốn cổng: Đông, Tây, Nam, Bắc. Chính giữa khu trung tâm pháo đài là Cung điện Trắng, nơi chính phủ Nga Xô Viết đã ký kết với các nước phe Liên minh Trung tâm (trong đó có Đế chế Đức) hòa ước Brest - Litovsk năm 1918 nhằm đưa nước Nga khỏi cuộc Chiến tranh thế giới thứ nhất.
Khu vực chung quanh pháo đài Brest từng là nơi xảy ra trận Brześć Litewski giữa Ba Lan và Đức trong cuộc tấn công xâm lược Ba Lan năm 1939. Quân Đức chiếm được nơi này từ Ba Lan, nhưng theo "Nghị định thư mật" kèm theo Hiệp ước không xâm phạm lẫn nhau giữa Đức và Liên Xô, khu vực này được trao cho Liên Xô vì nằm trong phạm vi ảnh hưởng của Liên Xô. Vì vậy vào mùa hè năm 1941, người Đức lại phải tấn công pháo đài này một lần nữa. Và lần này đối thủ của họ không phải là quân Ba Lan mà là Hồng quân Xô Viết.

## Vị trí, vai trò quân sự

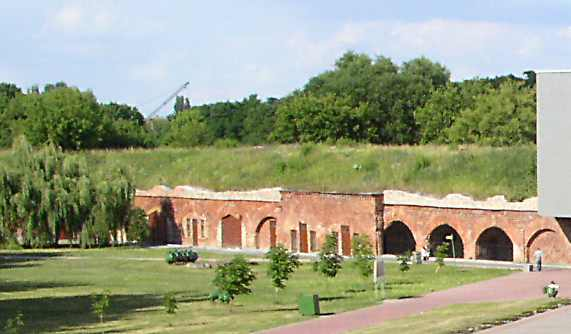
Một đoạn lũy ngoài của pháo đài Brest với các hầm xây cuốn

Từ khi khánh thành vào mùa hè năm 1842 đến trước chiến tranh thế giới thứ nhất, pháo đài Brest được coi là một trong các căn cứ quân sự có tính năng phòng thủ rất mạnh như các pháo đài khác. Với thành lũy dày, nhiều lớp, có pháo binh riêng bảo vệ, pháo đài chỉ cần một đội quân không lớn vẫn có thể tiêu hao nặng nề các đội quân tấn công nó đông hơn gấp nhiều lần. Tuy nhiên, đến khi đại bác nòng rãnh xoắn ra đời với các loại đạn có sức công phá lớn thì pháo đài không còn là thành trì bất khả xâm phạm. Đặc biệt, khi máy bay ném bom ra đời thì pháo đài mất đi rất nhiều khả năng tự bảo vệ. Vào thời đại mới, các cường quốc quân sự đưa ra trận những quân đội đông hàng triệu người, có đầy đủ vũ khí nặng hiện đại như xe tăng, máy bay, đại bác cỡ lớn thì pháo đài hoàn toàn trở nên lỗi thời. Đối phương có thể đi vòng qua pháo đài để tiếp tục tiến công và chỉ để lại một đội quân nhỏ bao vây và vô hiệu hóa nó. Ngoài ra, pháo đài còn có thể trở thành nơi tập trung đông quân nhưng địa bàn tác chiến hẹp, dễ bị đối phương cô lập và tiêu diệt một số lượng lớn sinh lực bằng các loại hỏa lực hiện đại. Do gắn với phương thức phòng thủ thụ động, tại chỗ, pháo đài không còn phù hợp với các cuộc chiến tranh hiện đại với phương thức vận động chiến, phòng thủ cơ động và phòng thủ theo chiến tuyến nhiều lớp được áp dụng phổ biến.
Mặc dù không còn tác dụng phòng thủ mạnh mẽ như trước đây nhưng Bộ Tổng tư lệnh quân đội Liên Xô vẫn đặt Pháo đài Brest vào kế hoạch phòng thủ biên giới và coi nó như một khu phòng ngự kiên cố của Quân khu đặc biệt miền Tây. Đây là nơi huấn luyện quân sự cho tân binh của các đơn vị thuộc tập đoàn quân 4, cũng là nơi thực hành các cuộc diễn tập quân sự đồng thời là căn cứ hậu cần, quân y tiền phương. Bản thân pháo đài và 5 đồn phòng thủ xung quanh pháo đài cũng được gấp rút củng cố để trở thành khu phòng thủ vững chắc. Tuy nhiên, Quân khu đặc biệt miền Tây không kịp hoàn thành kế hoạch này. Các công trình quân sự mới chỉ được bắt đầu đổ móng thì chiến tranh đã nổ ra.